# 瓦特·泰勒
沃爾特·“瓦特”·泰勒（英語：Walter "Wat" Tyler；1341年1月4日—1381年6月15日）是1381年英格蘭农民起义的領袖。爲反抗國王理查二世徵收人頭稅，他領導叛軍從坎特伯雷一直打到倫敦，但在史密斯菲爾德與國王談判時被殺。

## 生平
瓦特·泰勒的早年生活並沒有太多歷史記錄，僅知道的是他本名叫“Walter”（沃爾特），但更早的出生名並不能確定，有可能是“Hugh”或“Helier”。其姓應該是來自其職業，即鋪瓦工（tiler）。在起義發生時，有人推測他是達特福德、德特福德或梅德斯通人，這些地點均位于肯特郡内。此外有一份16世紀文獻稱瓦特並不是農民起義的發起人，此頭銜應屬於一個約翰·泰勒（John Tyler）的人，因爲女兒被收稅者侵犯而一怒之下起義。
1381年6月14日瓦特和義軍攻入倫敦，次日因國王在談判中許諾寬恕他們的罪過，在談判時泰勒要了一壺水，並“在國王面前極爲粗魯噁心地漱口”。當時國王的隨從約翰·紐頓爵士（Sir John Newton）斥責其無禮，而倫敦市長威廉·沃爾沃斯開始逮捕叛軍，泰勒便掏出一把匕首襲擊了市長，然而因爲市長穿著盔甲而並未成功，反而被後者用劍砍到脖子和頭部。國王的另外一個隨從約翰·卡文迪什（John Cavendish）最後給予了泰勒一擊。泰勒受傷後還騎馬跑了大約三十碼，但因体力不支最終被拖下馬斬首示衆，而他的首級被插在一個桿子上于倫敦橋供民衆觀看。 泰勒之死直接導致農民起義失敗。

## 外部連結
- Wat Tyler Country Park （页面存档备份，存于）
- Wat Tyler on historyguide.org （页面存档备份，存于） — a description, from a chronicle of the time, which relates the final meeting between Wat Tyler and King Richard II.
- Wat Tyler's Rebellion in Froissart chronicle. （页面存档备份，存于） — excerpts, from a Full 12 volume edition of Froissart chronicle related to Wat Tyler's Rebellion.
- EASF radical history wiki （页面存档备份，存于） An East Anglia-specific look at the rebellion